# NHL 24

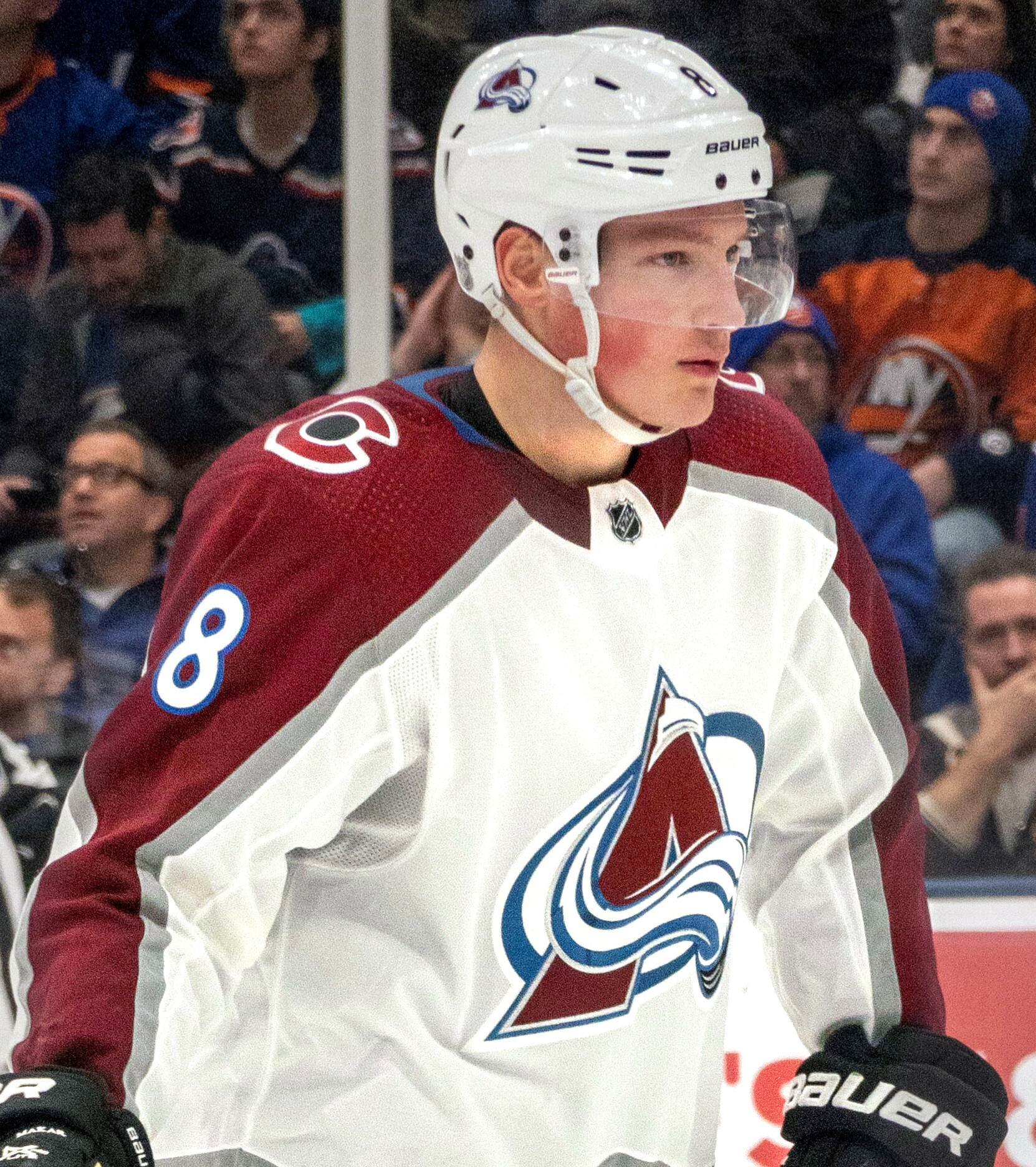
Cale Makar medverkar på omslaget till NHL 24.

NHL 24 är ett ishockeyspel utvecklad av EA Vancouver och utgiven av EA Sports. Den släpptes 6 oktober 2023 till Playstation 4, Playstation 5, Xbox One, Xbox Series X och Series S. På spelets omslag medverkar Cale Makar från Colorado Avalanche.

## Funktioner
Till skillnad från föregångaren NHL 23 har NHL 24 förnyats med ett utmattning-system, ny passningsystem, förbättrad fysik och nya målvaktsräddningar.
NHL 24 har crossplay för både Hockey Ultimate Team och World Of Chel.

## Mottagande
NHL 24 mottogs av blandade recensioner från spelkritiker enligt webbplatsen Metacritic, kritikerna tyckte att spelet hade små förbättringar till skillnad från tidigare spelen av NHL-serien.